# 光風台駅 (千葉県)
光風台駅（こうふうだいえき）は、千葉県市原市中高根にある、小湊鉄道線の駅である。

## 歴史
- 1976年（昭和51年）12月23日：開業。付近の光風台団地造成に伴い新設された、小湊鉄道線の駅の中では最も新しい駅。
- 2016年（平成28年）12月23日：開業40周年を迎える。これを記念して開業前後から1988年（昭和63年）頃までの駅・周辺の写真を募り、12月16日より翌年1月15日まで駅コンコースで「思い出写真展」が行われた[1]。

## 駅構造
島式ホーム1面2線を有する地上駅。小湊鉄道線内で唯一、接近放送が流れる駅である。駅舎とホームは跨線橋で連絡している。ホームの幅は広い。

### のりば
| 番線 | 路線        | 方向 | 行先         |
| ---- | ----------- | ---- | ------------ |
| 1    | ■小湊鉄道線 | 上り | 五井方面     |
| 2    | ■小湊鉄道線 | 下り | 上総中野方面 |

- 2021年には梅雨豪雨のため、五井駅 - 当駅間で折り返し運転が行われた[2][3]。

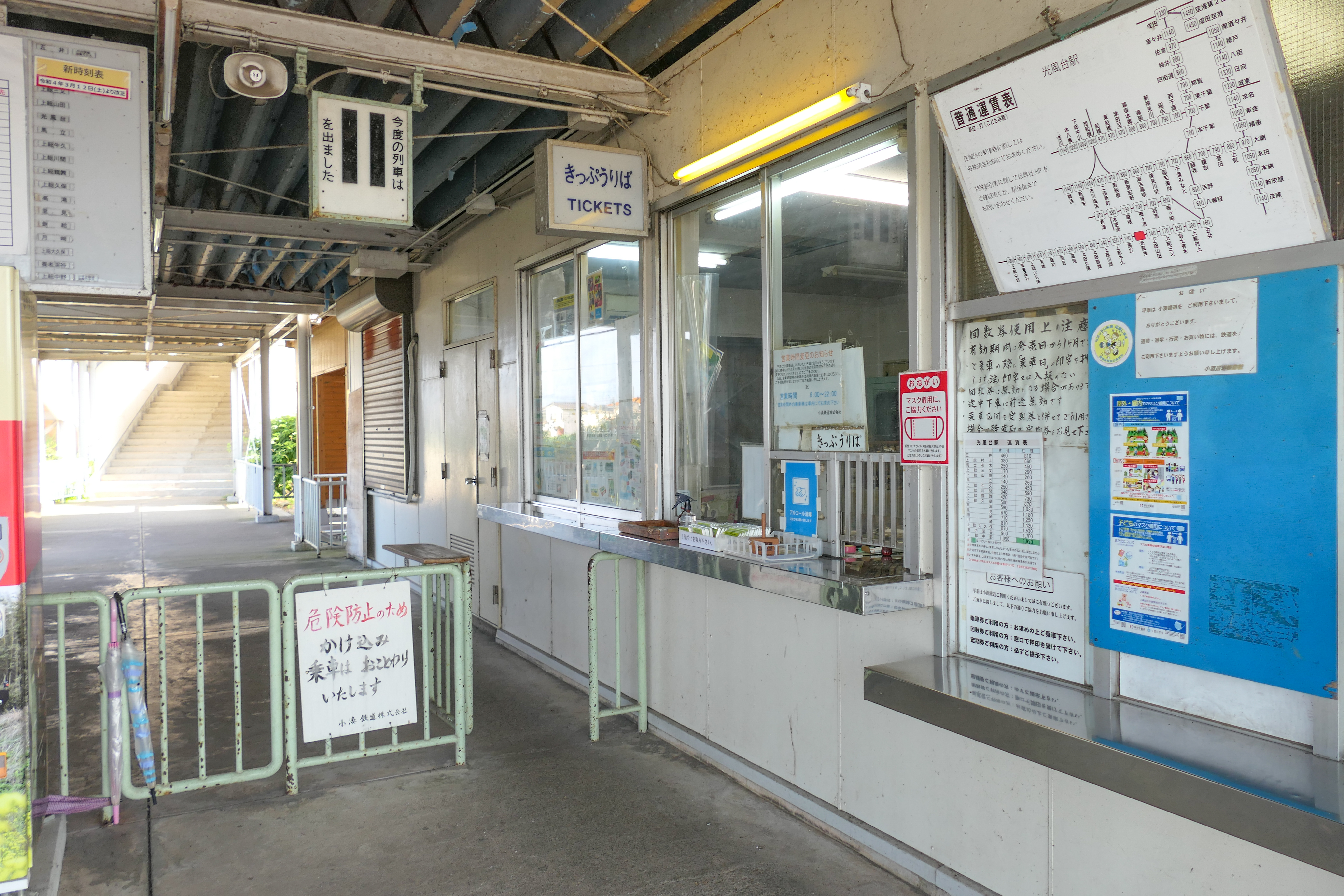
改札口（2022年7月）
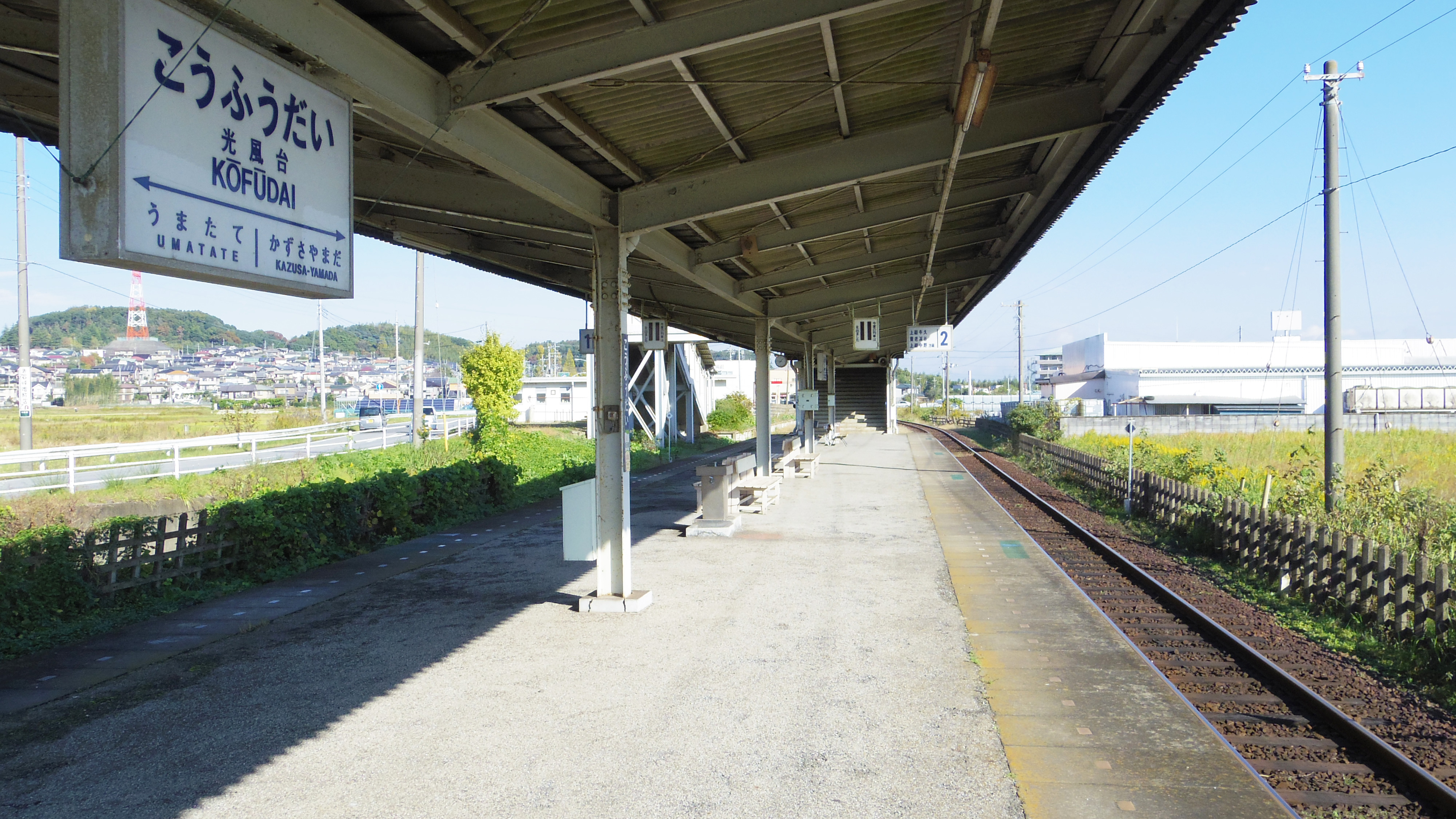
駅ホーム（2017年3月）

## 利用状況
2020年度の1日平均乗車人員は235人である。
近年の一日平均乗車人員推移は下表の通り。
| 乗車人員推移       | 乗車人員推移      | 乗車人員推移 |
| 年度               | 一日平均 乗車人員 | 備考         |
| ------------------ | ----------------- | ------------ |
| 2007年（平成19年） | 494               | [ * 2 ]      |
| 2008年（平成20年） | 493               | [ * 3 ]      |
| 2009年（平成21年） | 484               | [ * 4 ]      |
| 2010年（平成22年） | 448               | [ * 5 ]      |
| 2011年（平成23年） | 416               | [ * 6 ]      |
| 2012年（平成24年） | 410               | [ * 7 ]      |
| 2013年（平成25年） | 406               | [ * 8 ]      |
| 2014年（平成26年） | 371               | [ * 9 ]      |
| 2015年（平成27年） | 356               | [ * 10 ]     |
| 2016年（平成28年） | 343               | [ * 11 ]     |
| 2017年（平成29年） | 335               | [ * 12 ]     |
| 2018年（平成30年） | 319               | [ * 13 ]     |
| 2019年（令和元年） | 322               | [ * 14 ]     |
| 2020年（令和02年） | 235               | [ * 1 ]      |

## 駅周辺

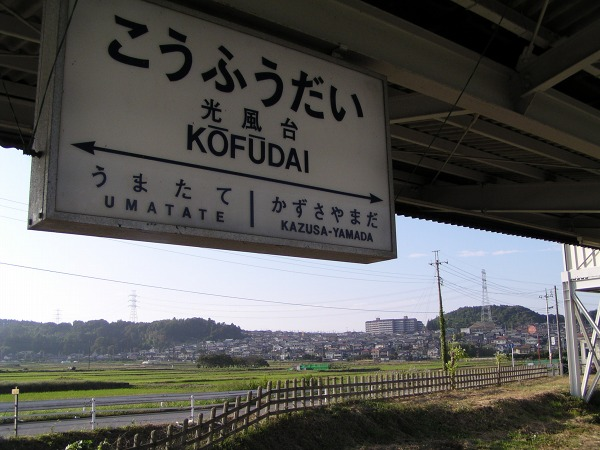
当駅から望む光風台団地方面（2005年10月）

国道沿いには大型のスーパーなどが点在する。駅北西には光風台団地（ニュータウン）が広がる。
- 国道297号
- 千葉県道144号南総姉崎線
- 市原市消防局中央消防署 光風台分署
- 市原光風台郵便局

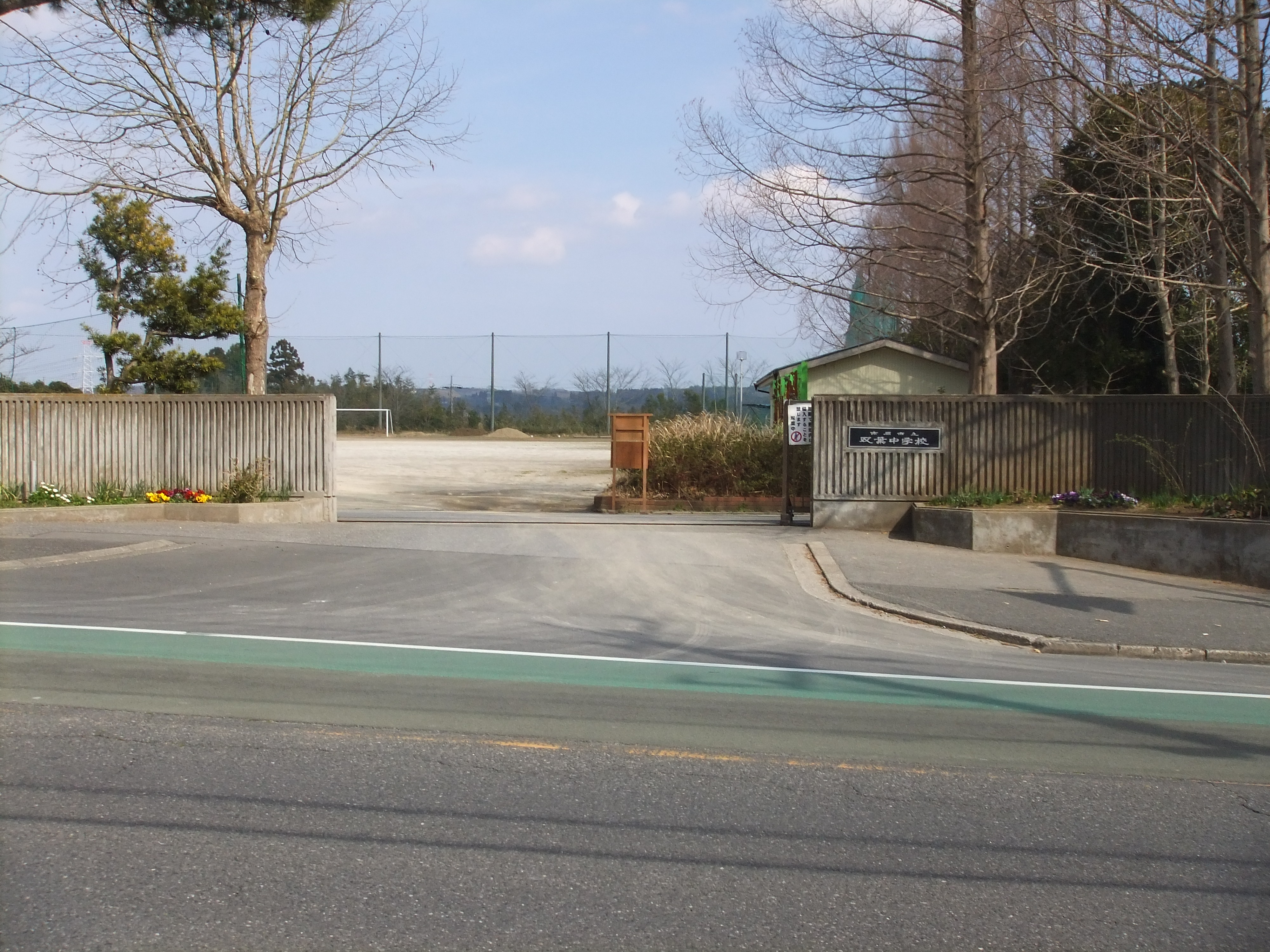
市原中央高等学校（徒歩約30分）
- 市原市立双葉中学校
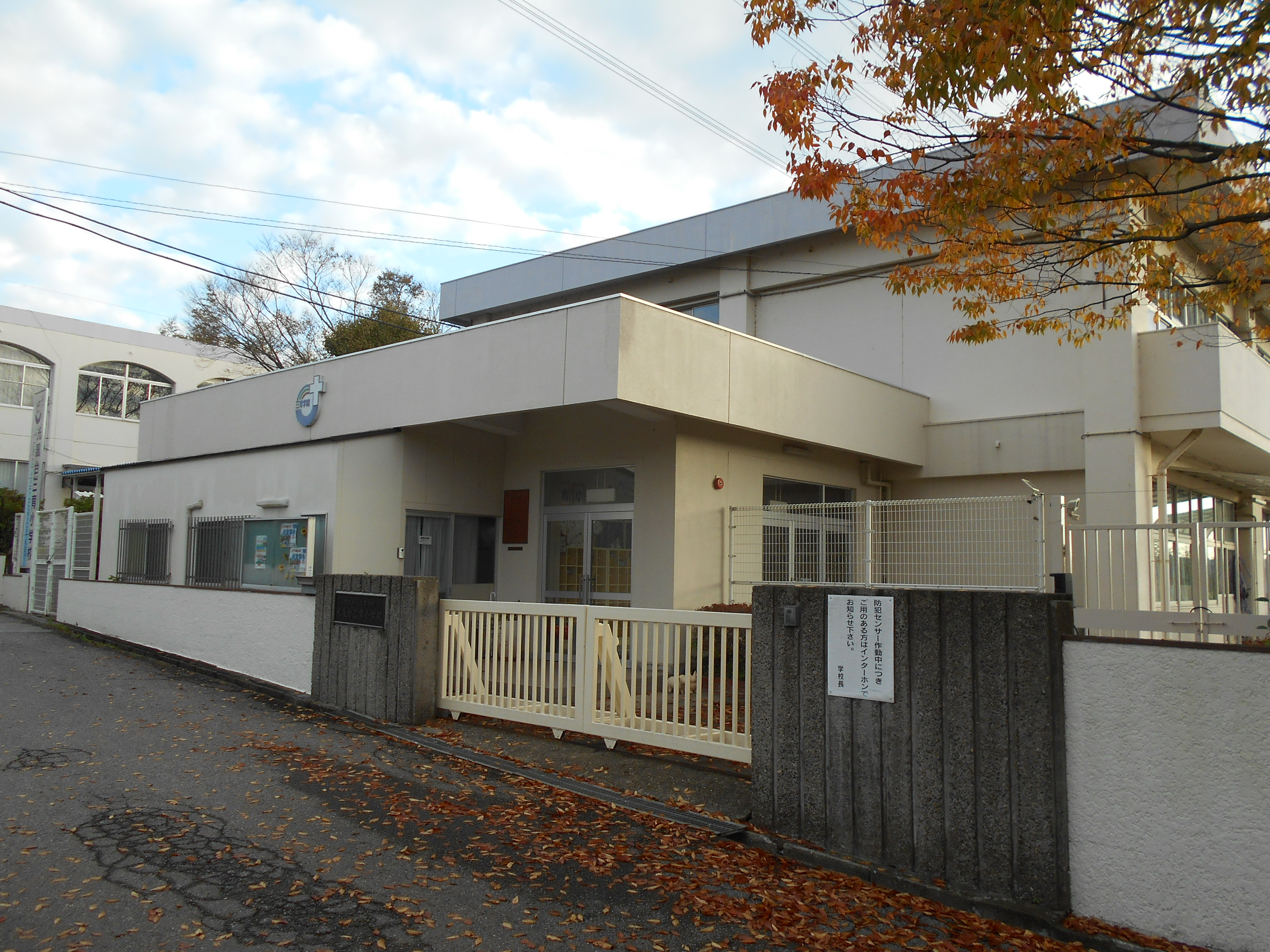
光風台三育小学校
- 市原市立光風台小学校（徒歩約30分）
- クスリのアオキ 馬立店（元スーパーガッツ馬立本店）
- スーパーしげのや 光風台店
- ヤックスドラッグ 光風台店
- ウエルシア 市原光風台店
- 立野クラシックゴルフ倶楽部
- ケイチューンレーシングスピードウェイ
- 光風台中央公園
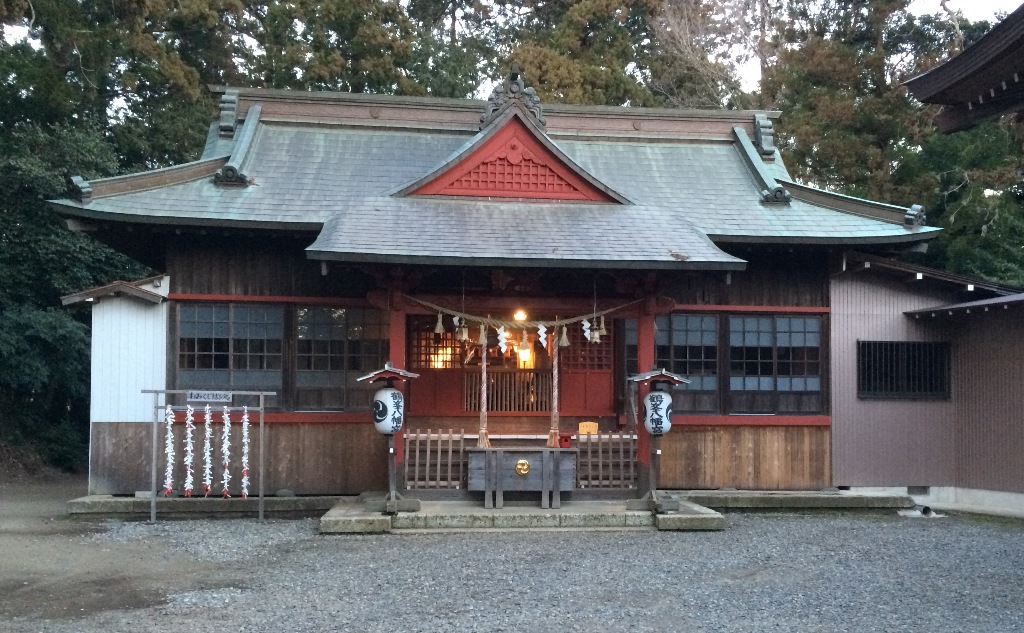
鶴峯八幡宮

- 市原市立双葉中学校
- 光風台三育小学校
- 鶴峯八幡宮

## バス路線
最寄停留所は、光風台駅となり、以下の路線が乗り入れ、小湊鉄道が運行している。
| のりば   | 系統         | 主要経由地                                                   | 行先             | 運行会社 | 備考       |
| -------- | ------------ | ------------------------------------------------------------ | ---------------- | -------- | ---------- |
| 光風台駅 |              | 光風台坂上・緑園都市ターミナル・帝京大学ちば総合医療センター | 姉ヶ崎駅東口     | 小湊鉄道 |            |
| 光風台駅 | コスモス南総 | 吉野台・西国吉台・ときわ台・Tマート前・南総中学              | 循環器病センター | 小湊鉄道 | 土休日運休 |

## 隣の駅
小湊鉄道
■小湊鉄道線
上総山田駅 - 光風台駅 - 馬立駅